# 5 Seconds of Summer
A 5 Seconds Of Summer, ismert nevén 5SOS (ejtsd: fájv szosz) ausztrál pop-rock és pop-punk együttes, amely Sydney-ben alakult 2011-ben. Tagjai: Luke Hemmings (vokál, gitár), Michael Clifford (gitár, vokál), Calum Hood (basszusgitár, vokál) és Ashton Irwin (dob, vokál). Először a YouTube-ra töltöttek fel zenei feldolgozásokat, de igazi hírnevüket azután szerezték, miután a One Direction felkérte őket előzenekarként a Take Me Home Tour turnéjukra.
2014 februárjában jelent meg hivatalos debütáló kislemezük, a She Looks So Perfect, ami Ausztráliában, Új-Zélandon, Írországban és az Egyesült Királyságban is toplistavezető lett. A stúdióalbumuk 2014 júniusában jelent meg '5 Seconds of Summer' címmel, 11 országban lett #1. Az együttes 2015-ben adta ki második albumát, a 'Sounds Good Feels Good'-ot, mely 8 országban a slágerlisták élére került. Az együttes harmadik albuma, a 'Youngblood' 2018-ban jelent meg, és a harmadik listavezető albumuk lett hazájukban. Az Egyesült Államokban a 5 Seconds of Summer lett az első ausztrál előadó, amelynek három albuma is elérte a Billboard 200 albumlistáján az első helyet. Az album kislemeze, a Youngblood a 2010-2019-es évtized negyedik legkelendőbb ausztrál kislemeze, és az ausztrál történelem tizenegyedik legkelendőbb kislemeze, amely több mint ötmillió példányt adott el világszerte a megjelenése első hat hónapjában. A Youngblood megjelenésével a 5 Seconds of Summer lett az első ausztrál előadó 13 év alatt, mely az ARIA év végi slágerlista élére került, és továbbra is a második leghosszabb etap az ARIA lista történelmében. 2020-ban jelent meg negyedik stúdióalbumuk 'Calm'. Az album kereskedelmi siker volt, pozitív kritikákat kapott a kritikusoktól, több mint 25 országban több toplistára is felkerült, 17 slágerlistán a top 10-be is. A Calm a negyedik egymást követő listavezető album lett hazájukban, így a 5 Seconds of Summer lett a második ausztrál együttes a történelemben, melynek az első négy teljes hosszúságú stúdióalbuma az első helyen debütált az ARIA albumok listáján.
Az együttes négy stúdióalbuma, valamint mind a négy albumának minden kislemeze több országban is felkerült a slágerlistákra, több hivatalos értékesítési minősítést kapott, és számos heti és év végi slágerlistán szerepelt, valamint szerepelt az évtized végi slágerlistákon is. Az együttes számos elismerést és díjat kapott, 2019-ben elnyerte a rangos APRA Kiemelkedő Nemzetközi Teljesítmény Díjat, felkerült a Billboard 2010-es évek legjobb előadóinak listájára, amely a 2010-2019-es évtized legnépszerűbb és legsikeresebb művészeit tartja számon, és 2020-ban az exkluzív APRA AMCOS 1.000.000.000 listán szerepel. 2020 közepétől az együttes becsült nettó vagyona körülbelül 81 millió dollár.

## Történet

### 2011-2014:Kezdetek és a debütálás
A 5 Seconds of Summer 2011 végén alakult, amikor Luke Hemmings, Michael Clifford és Calum Hood, akik mind ugyanabba a középiskolába jártak: a Norwest Christian College-ba, elkezdtek videókat posztolni magukról, ahogyan népszerű dalok feldolgozását adják elő Hemmings YouTube-csatornáján. Hemmings első videóját, Mike Posner “Please Don’t Go” című számának feldolgozását 2011. február 3-án osztotta meg fiókján. Közös feldolgozásukat, Chris Brown “Next To You”-ját több, mint 600 000-szer tekintették meg. 2011 decemberében Ashton Irwin csatlakozott a trióhoz, dobosként, így teljes lett a négyes felállás.
Ashton ezelőtt egy másik zenekar, a "Swallow the goldfish" tagja volt. Az együttes nevét Clifford hozta létre. 2011. december 3-án az együttes az Annandale Hotelben, a Sydney pubban játszott, ahol állítólag csak 12 ember jelent meg. 2020-ban az együttes az "Old Me" című videoklipjükben mutatta be első fellépésüket, amelyben az Annandale Hotel előadása és a műsor rekreációjáról készült videoklip szerepeltek.
Az együttes felkeltette a nagy zenei kiadók érdeklődését, és kiadói szerződést írt alá a Sony ATV Music Publishing-gel. Annak ellenére, hogy a Facebookon és a Twitteren kívül nem kapott promóciót, az első középlemezük (EP – Extended Play), az Unplugged a harmadik helyre került az iTunes listán Ausztráliában és a Top 20-ba Új-Zélandon és Svédországban. 5 Seconds of Summer 2012 második felét zeneírással, és zenei hangzásuk fejlődésével töltötte, mindezt Christian Lo Russo és Joel Chapman, az ausztrál Amy Meredith együttes tagjainak segítségével, akikkel két dalt ("Beside You" és "Unpredictable") is írtak, melyek szerepeltek a második, "Somewhere New" című középlemezükön. Az EP-nek Chapman is társproducere volt. Nemzetközi ismertségre akkor tettek szert, amikor a One Direction tag, Louis Tomlinson megosztotta a linket egy YouTube-ra feltöltött számukhoz, a “Gotta Get Out”-hoz, hozzátéve, hogy “már egy ideje” 5 Seconds of Summer rajongó. Ezt követően akkor kerültek a One Direction figyelmének középpontjába, amikor 2012. november 19-én megjelentették az első kislemezüket, az “Out of My Limit”-et, ezúttal a linket Niall Horan osztotta meg Twitterén. A videoklip az első 24 órában több mint 100 000 megtekintést ért el. 2012 decemberében az együttes Londonba utazott, ahol olyan előadókkal írhattak együtt, mint McFly, Roy Stride a Scouting for Girls-ből, Nick Hodgson a Kaiser Chiefs-ből, Jamie Scott-tal, Jake Gosling-gal, Steve Robson-nal és James Bourne a Busted-ből.
Ahogy a hírnév és az együttes iránti elkötelezettségük nőtt, a zenekar tagjai végül otthagyták az iskolát, Clifford két évvel, Hood egy évvel az iskola befejezte előtt. Irwin már 2012-ben leérettségizett a Richmond High School-ban, és zenét tanult a TAFE főiskolán, mielőtt úgy döntött, hogy otthagyja azt az együttesért. Hemmings 2013-ig folytatta távoktatását, a középiskolai oktatás utolsó évét már nem fejezte be.
2013. február 14-én bejelentették, hogy a 5 Seconds of Summer támogatni fogja a One Direction-t a Take Me Home turnéján. 2013. február 23-án a londoni O2 Arénában indult a turné, és a banda csatlakozott a One Direction-höz az Egyesült Királyságban, az Egyesült Államokban, Ausztráliában és Új-Zélandon, köztük hét koncerten az Allphones Arena-ban, mely az együttes szülővárosában, Sydney-ben található. A Take Me Home tour szünetében a 5 Seconds of Summer hazatért Ausztráliába, ahol országos turnén játszottak, melyre perceken belül minden jegy elkelt. Ez abban az időben volt, amikor a zenekar kezdett népszerűségre szert tenni, és egyre jobban ismertté válni. 2013. november 21-én az együttes bejelentette, hogy leszerződtek a Capitol Records-hoz. 2014. február 5-én felkerült a "She Looks So Perfect" című debütáló kislemezük az iTunes Store-ba előrendelésre. 2014. március 5-én bejelentették, hogy a 5 Seconds of Summer ismét csatlakozik a One Direction-höz, támogatva őket a Where We Are Tour-on az Egyesült Államokban, Kanadában, az Egyesült Királyságban és Európában.

### 2014:5 Seconds of Summer és LIVESOS
2014 márciusának végén jelent meg az együttes "She Looks So Perfect" című kislemeze az Egyesült Királyságban. Annak ellenére, hogy csak egy napot töltött a brit iTunes Store-ban, és a top 10 végére került a hét végeztével, a 5 Seconds of Summer lett a negyedik ausztrál zenekar, amelynek az Egyesült Királyságban első számú kislemeze volt, és az első, amely 14 év után először ezt megtette. 2014. április 9-én harmadik EP-jük, a "She Looks So Perfect" a második helyen debütált a Billboard 200-as listáján. 2014. május 9-én kiadták második kislemezüket, a "Don't Stop"-ot. Négy országban került a listák elejére, a brit kislemezlistán pedig második helyen debütált és 8 országban a top 10-be került. Június 15-én jelent meg negyedik EP-jük, a "Don't Stop", ami nem volt megvásárolható az Egyesült Államokban, Kanadában és Mexikóban.
2014. május 13-án bejelentették, hogy 2014 június 27-én jelenik meg a stúdióalbumuk, mely az együttes nevét viseli majd. Az album a Billboard 200 toplista élén debütált, 13 országban az első helyen végzett, és 26 országban a Top 10-ben. 2014. július 15-én jelent meg harmadik kislemezük, az "Amnesia". 2014. szeptember 5-én kiadták ötödik, "Amnesia" című középlemezüket, ami nem volt elérhető az Egyesült Államokban és Mexikóban. 2014. október 12-én jelent meg negyedik kislemezük, a "Good Girls", és a videoklip több mint kétmillió megtekintést ért el 48 órán alatt. 2014. november 16-án kiadták hatodik, "Good Girls" című középlemezüket, amely a brit iTunes Chart élére került. Az együttes kiadta a The Romantics amerikai rockegyüttes "What I Like About You" című dalának feldolgozását, amely a LIVESOS című albumuk első kislemeze volt. Az első élő albumuk, a LIVESOS 2014. december 15-én jelent meg.

### 2015–2016:Sounds Good Feels Good
2015 májusában az együttes megkezdte első világkörüli turnéját, a Rock Out With Your Socks Out turnét, amely Európában, Ausztráliában, Új-Zélandon és Észak-Amerikában volt megtartva.
2015. július 17-én a zenekar kiadta a "She's Kinda Hot"-ot, mint a második stúdióalbumuk első kislemezét. Augusztus 12-én jelentették be, hogy második stúdióalbumuk Sounds Good Feels Good címet kapja. Augusztus 28-án kiadták hetedik EP-jüket, a "She's Kinda Hot"-ot, csak az Egyesült Királyságban és Írországban. Október 9-én kiadták a "Hey Everybody!"-t, mint a stúdióalbum második kislemezét, és bejelentették a Sonds Live Feels Live világturnéjukat. 2015. október 23-án jelent meg világszerte a Sounds Good Feels Good. Ez lett az együttes második listavezetője hazájukban és az első az Egyesült Királyságban. Az Egyesült Államokban a 5 Seconds of Summer lett az első (nem vokális) együttes, melynek a toplisták élén debütált az első két teljes hosszúságú albumuk. 2015. december 17-én jelent meg harmadik kislemezük, a "Jet Black Heart" egy videoklippel együtt, amelyben néhány rajongójuk is szerepelt. 2016-ban a zenekar megkezdte a Sounds Live Feels Live World Tour turnéjukat, amely észak-amerikai, európai, ausztráliai és ázsiai teltházas stadionokat és arénákat is tartalmazott.
2016. június 3-án jelentették be a "Girls Talk Boys" című kislemezüket. A dal felkerült a Szellemirtók (Original Motion Picture Soundtrack) lejátszási listájára, és július 15-én jelent meg. 2016. december 2-án az együttes bejelentette, hogy kiadják B-oldalukat és ritkaságaikat This Is Everything We Ever Said címmel, hogy megünnepeljék az ötödik évfordulójukat.
Több évnyi intenzív turnézás és a sikeres Sounds Live Feels Live World Tour 2016 októberi befejezése után a zenekar bejelentette, hogy a "2016-ban a 5SOS véget ért", és hogy az év hátralévő részében pihenni fognak és fejleszteni fogják a hangzást a következő stúdióalbumukhoz. A szünet közel két évig tartott, Hood később kijelentette: "Hat év utazás után rendbe kellett hoznunk a fejünket a zenekar hosszú élettartamához." Hemmings később elárulta, hogy az együttes rövid időre fontolóra vette a szakítást az intenzív időbeosztásuk miatt, és kijelentette: "A hét év egy bandának hosszúnak tűnhet, de tinédzserek voltunk, amikor elkezdtük." Majd így folytatta: "Egymásra kellett néznünk, és azt mondani: »Most abbahagyjuk-e, vagy ezt mindörökké csináljuk? Mert ha folytatjuk, akkor még tovább kell mennünk, mint eddig valaha.«" Végül az együttes úgy döntött, hogy továbbra is új zenéket ad ki, és új zenei irányokat fedez fel.

### 2017–2018:Youngblood
2017. január 13-án szerepeltek a One Ok Rock japán rockegyüttes "Take What You Want" című dalában. 2017. május 11-én az együttes bejelentette, hogy 2017 augusztusa és szeptembere között több zenei fesztiválon is felfognak lépni Ázsiában, Európában és Dél-Amerikában, köztük a brazil Rock in Rio-ban is. Az év hátralevő részében Alexandra Tamposi, Andrew Wotman, Rivers Cuomo, Andrew Goldstein és mások közreműködésével elkészítették a harmadik stúdióalbumukat. Egy Billboard interjúban Irwin kijelentette, hogy az albumon kívül az együttes "újradefiniálta, hogy kik is ők felnőtt férfiakként" a többéves turnézások után.
2018. február 22-én kiadták a "Want You Back" című kislemezt, amely több mint 15 országban került toplistára, és 13 slágerlistán is a top 40-ben csúcsosodott ki, köztük az Egyesült Államokban,az Egyesült Királyságban, Írországban és Ausztráliában. A "Want You Back" megjelenése után az együttes bejelentette, hogy 2018-ban 5SOS III promóciós turnéra indulnak. A turnéra minden jegy elkelt körülbelül három perc alatt. 2018. március 20-án kezdődött és június 6-án ért véget, ahol az együttes kisebb helyszíneken lépett fel Európa, az Egyesült Államok, Szingapúr, Ausztrália, Mexikó és Brazília területén. A turné mellett a zenekar zenei fesztiválokon is fellépett, a rádiókban akusztikus előadásokat tartottak, és tv-műsorokban szerepeltek, hogy népszerűsítsék a közelgő albumot. 2018. április 9-én a bejelentették, hogy harmadik stúdióalbumuk, a Youngblood 2018. június 22-én jelenik meg. Az együttes bejelentette a negyedik világkörüli turnéjuk időpontját, a Meet You There World Tour-t, amely Japánban, Új-Zélandon, Ausztráliában, Kanadában, az Egyesült Államokban és Európában zajlott.
2018. május 22-én jelent meg az album második kislemeze. A "Youngblood" hatalmas sikert aratott világszerte, és 2018 májusában Ausztráliában az első helyen végzett, és nyolc egymást követő héten át az ARIA toplista élén maradt. Négy egymást követő héten át az első helyen állt a Offical New-Zealand zenei listán, a UK Offical Charts top 5-ös listáján, a kanadai Top 5-ben és a Billboard Hot 100 top 10-es listáján. Rádiós formátumban ez lett az első kislemez, amely az amerikai Pop Songs és Adult Pop Songs listán, valamint a Canada's Contemporary Hit Radio listán az első helyen végzett. A dal az első helyen végzett az USA top 40-es rádiójában, így a 5 Seconds of Summer lett az első ausztrál együttes, amely 21 év után a lista élére került. 2020-tól a "Youngblood" 11x platina minősítést kapott Ausztráliában, 4x platinalemezt Lengyelországban, 3x platinalemezt Új-Zélandon, 2x platinalemezt az Egyesült Államokban, az Egyesült Királyságban, Norvégiában, Dániában és Svédországban, valamint 1x platinalemezt Kanadában, Belgiumban és Olaszországban. 2018. június 1-jén a zenekar bejelentette, hogy az album megjelenési dátumát előre hozzák 2018. június 15-ére. A Youngblood kereskedelmi siker volt, és első helyen debütált Ausztráliában és az amerikai Billboard 200-ban, ezzel a harmadik egymást követő albumuk lett első helyezett mindkét országban. Az Egyesült Királyságban és hét másik országban a top 3-ban debütált. Összességében az album 20 országban került a top 10-be.
2018. április 11-én a The Tonight Show-ban, 2018. május 8-án a The Voice -ban is előadták a "Want You Back" című kislemezüket. Május 25-én az ausztráliai Sydney-ben megrendezett Spotify Fans First Event-en a kiválasztott rajongók előtt is fellépetek. 2018. június 12-én a the Voice Australia-n és a BBC Radio 1 Live Lounge-ban is előadták második kislemezüket, a "Youngblood"-ot. 2018 júniusában az Apple Music kiadta az "On the Record: 5 Seconds of Summer – Youngblood"-ot, egy dokumentumfilmet, amely részletezi az együttes kétéves szünetét és visszatérését. Hogy megünnepeljék a dokumentumfilm megjelenését, a zenekar egy egyéjszakás teltházas show-t tartott New Yorkban. 2018. június 22-én a zenekar fellépett a The Today Show Nyári koncertsorozatában. 2018. június 25-én a Tumblr egy kisebb teltházas show-t szervezett New Yorkban, a Tumblr IRL rendezvénysorozatának részeként, ahol az együttes fellépett a rajongók előtt, miközben az egyesült államokbeli első helyen debütált albumukat ünnepelték. 2018 augusztusában az együttes kiadta a "Lie to Me" című számuk Spotify-exkluzív változatát, valamint Post Malone "Stay" című dalának feldolgozását. 2018 októberében a zenekar szerepelt a Billboard Pop Shop podcastjának egyik epizódjában, ahol a "Youngblood" című kislemezük és a közelgő harmadik kislemezük, a "Valentine" készítéséről beszéltek. Decemberben felléptek a 2018-as ARIA Awards-on Ausztráliában, ahol három díjat is nyertek. 2018. december 21-én kiadták a "Lie to Me" című dalukat, melyben Julia Michaels is szerepelt. A dal videoklipje később, 2019. január 18-án jelent meg, majd 2019. február 1-jén jelent meg az akusztikus változata.
2018 decemberében a Billboard év végi slágerlistájára is felkerült az együttes, többek között a Top 10-be került a Top Artists – Duo/Group listán. A zenekar szerepelt a Top Artists, a Hot 100 Artists és a Top Billboard 200 Artists listákon is. A harmadik album, a Youngblood felkerült a Billboard 200 Albumok top 100-as listájára, és a Top Canadian Albums listára is. Az album kislemeze, a "Youngblood" bekerült a Billboard Pop Songs top 20-as listájára, a Hot 100 Songs, a Radio Songs, az Adult Pop Songs, a Dance/Mix Show Airplay Songs és a Digital Song Sales top 20-as listájára, valamint a Kanadai Hot 100 listákra, a Streaming Songs és az On-demand Songs listák top 100-as listájára. A "Youngblood" 2018-ban a legkelendőbb kislemez volt Ausztráliában, a Youngblood album pedig 2018 legtöbbet játszott ausztrál albuma. A 2018-as Guinness World Records-ban a Snapchat legnépszerűbb együtteseként a 5 Seconds of Summer-t nevezték meg. A "Youngblood" 2018-ban több mint 15 év végi slágerlistára is felkerült, hivatalosan is elnyerte Ausztrália 2018-as év dalának járó díjat, és elnyerte az ARIA Award for Song of the Year díjat. A dal a hetedik helyen végzett a The Uk Official Top 40 Biggest Song of the Summer 2018-ban. 2019-ben a "Youngblood" több mint 10 év végi slágerlistán végzett, és azóta több mint 15 országban kapott hivatalos platina- és aranyminősítést. Amellett, hogy több ország heti és év végi slágerlistáján szerepelt, és több minősítést is kapott, a "Youngblood" hatással volt az ARIA évtizedvégi slágerképére (2010-2019), amely az évtized legnépszerűbb dalai közé tartozik, a harminchetedikként. A "Youngblood" a 2010-2019-es évtized negyedik legtöbbet eladott ausztrál kislemeze. Ausztráliában a minden idők tizenegyedik legkelendőbb kislemeze az országban. Több mint ötmillió módosított példányt adott el a megjelenést követő hat hónapon belül és ez minden idők legtöbbet streamelt ausztrál dala az Apple Musicon. 2020 februárjában a 5 Seconds of Summer-t az APRA AMCOS The 1.000.000.000 List című listáján díjazták, amiért a "Youngblood"-ot több mint 1 milliárd alkalommal stream-elték. 2020 májusában több mint 110 egymást követő hetet töltött az ARIA Australian Singles top 20-as listáján.

### 2019–jelen:CALM
2019. február 5-én a zenekar bejelentette a "Who Do You Love" című kislemezük megjelenését, a The Chainsmokers amerikai DJ duóval együttműködve. A kislemez február 7-én jelent meg dalszöveg videóval együtt a YouTube-on. A dal több országban heti és év végi slágerlistákon is tetőzött, köztük az Australia Dance slágerlista első helyén. Márciusban a The Chainsmokers-szel együtt előadta a kislemezt a The Tonight Show-ban, és a hivatalos videoklip 2019. március 25-én jelent meg. Az együttes 2019 utolsó negyedévében csatlakozott az észak-amerikai World War Joy Tour-hoz.
2019. május 23-án az együttes kiadta a "Easier" című kislemezt a következő negyedik stúdióalbumuk első kislemezeként, és elsőként új kiadójukkal, az Interscope Records-szal. A dal több országban is felkerült a heti és az év végi slágerlistákra, Ausztráliában a tizenkettedik helyen végzett, és szintén tizenkettedik helyen a US Mainstream Top 40-en. A "Easier"-t jelölték az ARIA 2019 Év Dala díjra. A Billboard felvette a dalt a 2019-es 100 legjobb dallistájára a 79-ként. 2019. augusztus 21-én jelent meg az album következő kislemeze, a "Teeth", mely a Netflix 13 Reasons Why című sorozatának harmadik évadában hallható. A dal több országban is felkerült a slágerlistákra, és Ausztráliában a 15-ként végzett. 2020-ban a dalt jelölték az Év Dala díjra a 2020-as APRA Music Awards-on. Az évtized végén a 5 Seconds of Summer bekerült a Billboard 2010-es évek legjobb előadóinak listájára, amely a 2010-2019-es évtized legnépszerűbb és legsikeresebb művészeit tartja számon.
2020. február 5-én jelentették be negyedik stúdióalbumukat, a Calm-ot, és ezzel egy időben kiadták a "No Shame" című kislemezt. 2020. február 16-án a zenekar fellépett a Fire Fight Australia-ban, a televíziós koncerten a sydney-i ANZ Stadionban, hogy pénzt gyűjtsenek a bozóttűz okozta károk enyhítésére. Előadásukat, amely magában foglalta a "No Shame" első élő előadását, széles körben dicsérték mind a kritikusok, mind a nézők, és a műsor "legjobb előadásának" nevezték. Február 21-én az együttes kiadta az "Old Me" című kislemezt a Calm promóciós kislemezeként. Bár a dal nagyon minimális promóciót kapott, számos országban felkerült a slágerlistákra, köztük Ausztráliában a 39. helyre. 2020. március 25-én a "Wildflower" ötödik és egyben utolsó kislemeze lett a Calm-tól. A COVID-19-es világjárvány miatt a dal promóciója leállt, így a dal a tizenkettedik helyen végzett az Australian Artists listán.
2020. március 27-én jelent meg negyedik stúdióalbumuk, a Calm. Az album kereskedelmi siker lett, és általában pozitív kritikákat kapott a kritikusoktól, akik dicsérték az együttes művészi növekedését és érettségét. Az album több mint 25 országban került fel a slágerlistákra, és első helyen debütált Ausztráliában, az Egyesült Királyságban és Skóciában. Az album 17 slágerlistán a top 10-be került, köztük Mexikóban másodikként, Ausztriában, Észtországban, Írországban, Új-Zélandon és Portugáliában pedig negyedikként. Az Egyesült Államokban egy állítólagos szállítási hiba miatt körülbelül 15 000 példány jelent meg az albumból idő előtt, ami azt eredményezte, hogy a Calm egy héttel korábban debütált a Billboard 200-as listáján. Ha a szállítási hiba nem történt volna meg, a Calm első helyen debütált volna az USA-ban, ezzel megszerezte volna az együttes negyedik egymást követő első számú számát az országban. A szállítási hiba ellenére az album a második helyen végzett, és ezzel az ötödik top 10-es albumuk lett a Billboard 200-as listáján. Júniusban a Billboard a 2020-as So Far egyik legjobb albumaként nevezte meg az albumot. A Calm a negyedik egymást követő listavezető lett hazájukban, mellyel a 5 Seconds of Summer lett a második ausztrál együttes a történelemben, melynek az első négy teljes hosszúságú stúdióalbumuk első helyen debütált az ARIA albumok listáján. A Calm továbbra is a 2020-as év legkelendőbb kazettás albuma az Egyesült Királyságban. A zenekar 2021-ben indul a No Shame Tour világkörüli turnéjukra, és a kezdetek óta első alkalommal Budapestre. A turné eredetileg 2020-ban kezdődött volna, de a COVID-19 világjárvány miatt elhalasztották.
2020. szeptember 23-án Irwin bejelentette debütáló szólóalbumának, a Superbloomnak a megjelenését, amely 2020. október 23-án jelent meg. Ő az első tagja a bandának, aki szólóprojektet adott ki. Irwin kijelentette: "Az hozza nekem a legnagyobb örömöt, hogy olyan együttesben vagyok, amely lehetővé teszi számomra, hogy szabadon alkossak a bandán kívül és belül is".

## Stílus és Befolyások
A 5 Seconds of Summer számos zenei és művészi stílussal kísérletezett az egyes albumaikon és pályafutásuk során. A zenekar egy 2019-es GQ-interjúban kifejtette, hogy nem akarnak egyetlen műfajra korlátozódni:
"Nem igazán számít, hogy milyen műfajba illik bele a zenénk, amíg vannak emberek, akik tudnak vele azonosulni".
— 5 Seconds Of Summer
A 5 Seconds of Summer zenei stílusát poprockként, pop-ként, pop-punk-ként, power pop-ként, rock-ként, és new wave-ként írták már le. 2015-ben a Rolling Stone magazin "emo-gone-pop"-nak nevezte őket, és John Feldmann a Goldfinger-től kijelentette, hogy "ők a legjobb pop-punk zenekar, amit valaha hallottam". 2017-ben Matt Collar, az AllMusic tagja úgy jellemezte az együttest, mint amely a '90-es évek punk-pop-jára és a 2000-es évek fiúzenekari popjára emlékeztet. A Youngblood és a CALM megjelenése révén a zenekar pop-punk gyökereikből fejlődött ki, mely a zenei mélységet a pop, az újhullám, a rock és a pop-rock területén.
.Első stúdióalbumukon a Blink-182, a Green Day, az All Time Low, a Good Charlotte, a Nirvana, a Mayday Parade, a Busted, a McFly, az A Day to Remember, a Boys Like Girls és a My Chemical Romance voltak a hatásuk.
Második albumukhoz, a Sounds Good Feels Good-hoz az All Time Low, a The Used, a Yellowcard, a State Champs, a Good Charlotte, az INXS, a Sugarcult, a Green Day és a Mayday Parade voltak a hatások.
Az 5 Seconds of Summer-t a média fiúbandának nevezte. Nagyrészt a One Direction angol-ír fiúzenekarral való korábbi kapcsolatuknak köszönhetően, valamint korábban többnyire női közönségük volt. Az együttes tagjai régóta cáfolják azt az állítást, hogy egy fiúbanda lennének. Hemmings korábban úgy jellemezte őket, mint egy pop-rock együttest, egy boyband rajongótáborral. Egy 2018-as interjúban a Vice-nak, arra a kérdésre válaszolva, hogy az együttes mit gondol arról, hogy tévesen fiúzenekarként hivatkoznak rájuk, Irwin így válaszolt:
"Néhány zenekar, akikre felnézünk, csodálatos énekesei vannak, de azt hiszem, a "boyband" kifejezés a fiatalokat testesíti meg. És ha már nem leszünk fiatalos banda, akkor lesznek problémák. A címkék azoknak valók, akik félnek maguktól, de mi nem". [183]
— Ashton Irwin, 5 Seconds of Summer
A zenekar 3. stúdióalbuma, a Youngblood a Gorillaz, a The Beatles és a Queen című albumokból inspirálódott. Clifford később kijelentette, hogy ahhoz, hogy a zenekar elégedett legyen, mint művész, "valami újat kell csinálniuk", és hogy a kiszámíthatatlanság az, ami a zenekar számára a "legjobb dolog" volt.
Negyedik stúdióalbumukhoz, a Calm-hoz a zenekar kijelentette, hogy szándékosan "sötétebb hangzás" volt a cél, és hogy "a nyolcvanas és kilences évek sötét, szintetizátor-heavy együttesei inspirálták őket", beleértve a Depeche Mode-ot, a Tears for Fears-t és a Nine Inch Nails "Closer" című dalát. Azt is állították, hogy az album irányát befolyásolta a Gesaffelstein, Health, St. Vincent, Disclosure és Bob Moses hallgatása.
Hemmings a zenekar változatos és folyamatosan változó zenei stílusváltásáról így nyilatkozott:
"Azt hiszem, minden művész megváltoztatja a hangját, mert nem elégedettek azzal, amit csinálnak. Nagyon idegesen kezdtük, próbáltunk kijutni a szülővárosunkból, és az emberek fiúbandának hívtak minket, de poppunk zenét játszottunk, így volt megírva. Ahogy öregszünk, a zenei ízlés egyre változatosabb."
— Luke Hemmings, 5 Seconds of Summer
A 5 Seconds of Summer az egyik első interjújukban az All Time Low amerikai rockegyüttest nevezte meg az egyik legnagyobb inspirációjuknak és álom együttműködésüknek. 2020-ban bejelentették, hogy a 5 Seconds of Summer No Shame turnéján az All Time Low lesz a turné európai szakaszának nyitózenekara.

## Filantropizmus és támogatások
2018 októberében, a Queen életrajzi filmjének premierje előtt az 5 Seconds of Summer kiadta a brit rockegyüttes, Queen dalának, a "Killer Queen"-nek a feldolgozását. Az ebből származó összes bevételt a Mercury Phoenix Trust-nak, egy szervezetnek adtak, amelyet a Queen zenekarának tagjai alapítottak, hogy támogatást nyújtsanak a HIV/AIDS ellen. Válaszul a Queen menedzsere, Jim Beach, háláját és izgatottságát fejezte ki a zenekar iránt, amiért támogatták az ügyet.
2018 decemberében a zenekar megjelent a 24 Hours of Reality: Protect Our Planet, Protect Yourself című kétnapos internetes közvetítésben, amelyet a The Climate Reality Project szervezett, mely Al Gore volt amerikai alelnök által vezetett szervezet, hogy segítsen felhívni a figyelmet a klímaváltozás hatásaira.
2019 júniusában a 5 Seconds of Summer szerepelt a Celebrity Family Feud című televíziós játékműsor hatodik évadában, amelyben a sztárcsapatok egymás ellen versenyeznek egy 50.000 dolláros fődíjért, amelyet a győztes csapat jótékonysági szervezetnek adományoz. A zenekar a The Chainsmokers ellen versenyzett a Make-A-Wish Alapítványért, amely egy életveszélyes betegségben szenvedő gyermekek kívánságait teljesíti.
2020 februárjában a zenekar fellépett a Fire Fight Australia-ban, egy televíziós adománygyűjtő koncerten az ausztrál Bush-fire Relief számára az ANZ Stadionban. A koncert összesen 9,85 millió dollárt hozott. 2020 márciusában megjelent a Artists Unite for Fire Fight című válogatásalbuma, amely a koncert előadásaiból állt.
A negyedik stúdióalbumuk, a CALM 2020 márciusában, a COVID-19 világjárvány idején jelent meg. A zenekar számos limitált kiadású bakelitet, DC-t és árucsomagot adott el, minden amerikai vásárlás egy részét a PLUS1 COVID-19 Relief Fund-nak adományozták, és az összes egyesült királyságbeli vásárlás egy részét az NHS jótékonysági kezdeményezésnek, a COVID-19 Urgent Appeal-nek adományozták. 2020 áprilisában a 5 Seconds of Summer együttműködött a Universal Music Group-al a We've Got You Covered kampányukban, amely népszerű és befolyásos művészek logóit tartalmazó, újrahasználható arcmaszkokat árusított, a nettó bevétel 100%-át a MusiCares-nek és a COVID-19 segélyprogramnak adományozta. 2020. április 23-án a Stay at Home projekt részében, a "Times Like This" feldolgozásában is részt vettek. A világ különböző jótékonysági szervezetei közül a kislemezből származó nyereséget elsősorban a Children in Need és a Comic Relief kapta. A dal a második héten listavezető lett az Egyesült Királyságban 66 000 eladással.
2020 májusában a 5 Seconds of Summer a The Big Band Bus Raffle kampánnyal társult, amely egy nyereményjáték, melyet azért hoztak létre, hogy segítséget nyújtsanak az NHS frontvonali személyzetének a COVID-19 világjárvány idején. A zenekar négy koncertjegyet és egy koncert előtti hangpróbát adományozott. 2020. május 21-én az 5 Seconds of Summer részt vett az NBC "Hatodik Éves Red Nose Day Special"-jában, amelynek célja, hogy pénzt és tudatosságot gyűjtsön a rászoruló gyermekek számára. A kampány során gyűjtött pénzt arra fordították, hogy enyhíthessék a COVID-19 világjárvány gyermekekre gyakorolt hatását, és ifjúsági segélyszervezeteknek adományoztak. A banda volt az utolsó előadó, és a nézők dicsérték a "Best Years" című daluk előadását.

### Friends of Friends
2019. május 13-án a zenekar bejelentette, hogy egy limitált kiadású ruhakollekciót hoz létre a Friends of Friends jótékonysági márkával. Az első kezdeményezésből származó összes nyereséget a Safe Place for Youth projektnek adományozták, amely a Los Angeles-i hajléktalan fiatalok megsegítésére és szerepvállalására összpontosít. 2019. május 21-én az együttes bejelentette, hogy első jótékonysági koncertjüket a Friends of Friends név alatt rendezik meg. 2019. május 29-én rendezték meg az első Friends of Friends show-t egy teltházas helyszínen, Kaliforniában, ahol a 5 Seconds of Summer volt a főfellépő az All Time Low, Sierra Deaton, és számos más művész mellett. Az eseményből származó összes bevételt a Safe Place for Youth projektnek adományozták.
2019. június 26-án a Friends of Friends újabb limitált kiadású ruhakollekciót adott ki a második jótékonysági koncertjük bejelentésével. 2019. július 3-án az ausztráliai Sydney-ben megrendezett teltházas koncerten a 5 Seconds of Summer volt a főfellépő, amelyet Amy Shark, Genesis Owusu és számos más művész is támogatott. Az előadásokból és a ruházati sorozatból származó összes bevételt a Blacktown Youth Services Association ausztrál szervezetnek adományozták, amely azon dolgozik, hogy a fiatalokat inspirálják, hogy pozitív hatással legyenek a közösségükre.
2020. január 23-án, a 2019-20-as ausztrál bozóttüzekre reagálva a zenekar kijelentette, hogy "elpusztította őket a tragikus tüzek, amelyek oly sokakra voltak hatással [...] Ausztráliában", és "a lehető legjobban hozzá akartak járulni a segélyezési erőfeszítésekhez". A zenekar később bejelentette, hogy kiad egy limitált kiadású ruházati sorozatot, Micah Ulrich által tervezve. A ruhagyűjteményből származó összes bevételt az Ausztrál Vöröskeresztnek adományozták.
2020. július 27-én, a George Floyd-i tüntetések közepette a zenekar együttműködött Sanyu Nicolas haiti-amerikai transznemű művésszel, hogy kiadjanak egy jótékonysági ruhakollekciót, amelynek minden bevételét a Marsha P. Johnson Institute-nak adományozták. A ruhakollekció megjelenésével együtt a zenekar kijelentette, hogy "kiállnak a fekete transznemű közösség mellett az egyenlőségért, az elismerésért és az igazságért folytatott harcban". Az együttes további forrásokat is adott a Friends of Friends weboldalához és a márka hivatalos hírleveléhez, amely a Black Lives Matter Movement és az LMBT Movement mozgalmakkal kapcsolatos petíciókhoz adott elérhetőséget.
A 2020-as amerikai elnökválasztáson a Friends of Friends kiadott egy ruhakollekciót, amelyhez egy felhívás is tartozott, amelyben arra buzdítja az embereket, hogy szavazzanak. Minden bevételt a Vote Save America-nak adományozott.

## Bandatagok
- Luke Hemmings – fő- és háttérvokál, ritmusgitár, zongora (2011–napjainkig)
- Michael Clifford –háttérvokál, szólógitár (2011– napjainkig)
- Calum Hood –háttérvokál, basszusgitár, szintetizátor (2011– napjainkig)
- Ashton Irwin –háttérvokál, dobok, ütőhangszerek, billentyűs hangszerek (2011–napjainkig)

## Díjak és jelölések
Bővebben: https://en.wikipedia.org/wiki/List_of_awards_and_nominations_received_by_5_Seconds_of_Summer
| Év   | Díj                                        | Kategória                                                        | Eredmény |
| ---- | ------------------------------------------ | ---------------------------------------------------------------- | -------- |
| 2013 | MTV Awards                                 | Buzzworthy's Favorite Breakthrough Band                          | Elnyerte |
| 2013 | Channel V                                  | Oz Artist Award                                                  | Elnyerte |
| 2014 | 4Music Video Honours                       | Best Breakthrough                                                | Elnyerte |
| 2014 | American Music Awards                      | New Artist of the Year                                           | Elnyerte |
| 2014 | ARIA Music Awards                          | Best Group                                                       | Jelölve  |
| 2014 | ARIA Music Awards                          | Best Pop Release                                                 | Jelölve  |
| 2014 | ARIA Music Awards                          | Breakthrough Artist                                              | Jelölve  |
| 2014 | ARIA Music Awards                          | Song of the Year – "She Looks So Perfect"                        | Elnyerte |
| 2014 | Billboard Mid-Year Music Awards            | Breakout Star                                                    | Elnyerte |
| 2014 | Capital Love Awards                        | Best Group                                                       | Jelölve  |
| 2014 | Capital Love Awards                        | Capital's 2014 Breaker                                           | Elnyerte |
| 2014 | Capital Love Awards                        | Best Single for "She Looks So Perfect"                           | Elnyerte |
| 2014 | Capricho Awards                            | Revelação Internacional (International Revelation)               | Elnyerte |
| 2014 | Channel V                                  | Oz Artist Award                                                  | Elnyerte |
| 2014 | Kerrang! Awards                            | Best International Newcomer presented by Troxy                   | Elnyerte |
| 2014 | MTV Europe Music Awards                    | Artist on the Rise                                               | Elnyerte |
| 2014 | MTV Europe Music Awards                    | Best Australia & New Zealand Act                                 | Elnyerte |
| 2014 | MTV Europe Music Awards                    | Best Australian Act                                              | Elnyerte |
| 2014 | MTV Europe Music Awards                    | Best New Artist                                                  | Elnyerte |
| 2014 | MTV Europe Music Awards                    | Best Pop Artist                                                  | Jelölve  |
| 2014 | MTV Europe Music Awards                    | Best Push Act                                                    | Elnyerte |
| 2014 | MTV Europe Music Awards                    | Biggest Fans                                                     | Jelölve  |
| 2014 | MTV Europe Music Awards                    | Best Worldwide Act                                               | Jelölve  |
| 2014 | MTV Video Music Awards                     | Artist to Watch – "She Looks So Perfect"                         | Jelölve  |
| 2014 | MTV Video Music Awards                     | Best Lyric Video for "Don't Stop"                                | Elnyerte |
| 2014 | MuchMusic Video Awards                     | International Video of the Year – Group – "She Looks So Perfect" | Jelölve  |
| 2014 | Neox Fan Awards                            | Best New Act of the Year                                         | Jelölve  |
| 2014 | Nickelodeon Australian Kids' Choice Awards | Aussies' Fave Hot New Talent                                     | Elnyerte |
| 2014 | Rockbjörnen                                | Årets utländska låt (Best Foreign Song)                          | Jelölve  |
| 2014 | Rock Sound Readers' Poll                   | Best International Newcomer                                      | Elnyerte |
| 2014 | Rock Sound Readers' Poll                   | Best Rock Sound Cover                                            | Elnyerte |
| 2014 | Rock Sound Readers' Poll                   | Worst International Band                                         | Jelölve  |
| 2014 | Rock Sound Readers' Poll                   | Most Improved Band                                               | Jelölve  |
| 2014 | Rollers Music Awards                       | Best Ballad of the Year – "Amnesia"                              | Jelölve  |
| 2014 | Rollers Music Awards                       | Best Teen Group                                                  | Jelölve  |
| 2014 | Rollers Music Awards                       | Best New Group                                                   | Elnyerte |
| 2014 | Shorty Awards                              | Shorty Award For Band                                            | Jelölve  |
| 2014 | Teen Choice Awards                         | Choice Music: Break-Up Song – "Amnesia"                          | Jelölve  |
| 2014 | Teen Choice Awards                         | Choice Music: Group                                              | Jelölve  |
| 2014 | Teen Choice Awards                         | Choice Music: Song – Group – "She Looks So Perfect"              | Jelölve  |
| 2014 | Teen Choice Awards                         | Choice Music: Breakout Group                                     | Elnyerte |
| 2014 | Teen Choice Awards                         | Choice Summer: Music Group                                       | Elnyerte |
| 2014 | Teen Choice Awards                         | Choice Music: Song – Group – "She Looks So Perfect"              | Jelölve  |
| 2014 | Teen Icon Awards                           | Icon of the Year                                                 | Jelölve  |
| 2014 | Teen Icon Awards                           | Iconic Band                                                      | Jelölve  |
| 2014 | Teen Icon Awards                           | TA-DAH                                                           | Jelölve  |
| 2014 | Teen Icon Awards                           | Iconic Book for "Hey, Let's Make a Band!"                        | Jelölve  |
| 2014 | Teen Icon Awards                           | Iconic Transformation – Michael Clifford                         | Jelölve  |
| 2014 | Teen Icon Awards                           | Iconic Music Video for "Don't Stop"                              | Elnyerte |
| 2014 | Telehit Awards                             | Most Popular Video – "Don't Stop"                                | Elnyerte |
| 2014 | Telehit Awards                             | Boyband of the Year                                              | Jelölve  |
| 2014 | TRL Awards                                 | Best Artist from the World                                       | Jelölve  |
| 2014 | TRL Awards                                 | Best New Artist                                                  | Jelölve  |
| 2014 | TRL Awards                                 | Best Fans for 5SOS fam                                           | Jelölve  |
| 2014 | V.e.v.o. Certification                     | V.e.v.o. Certified – "She Looks So Perfect"                      | Elnyerte |
| 2014 | We Love Pop Awards                         | Best Band                                                        | Jelölve  |
| 2014 | We Love Pop Awards                         | Best Newcomer                                                    | Jelölve  |
| 2014 | We Love Pop Awards                         | Best Fandom for 5SOS fam                                         | Jelölve  |
| 2014 | We Love Pop Awards                         | Best Summer Anthem – "She Looks So Perfect"                      | Jelölve  |
| 2014 | We Love Pop Awards                         | Fittest Boy on the Planet – Ashton Irwin                         | Jelölve  |
| 2014 | We Love Pop Awards                         | Fittest Boy on the Planet – Calum Hood                           | Jelölve  |
| 2014 | We Love Pop Awards                         | Fittest Boy on the Planet – Luke Hemmings                        | Jelölve  |
| 2014 | We Love Pop Awards                         | Fittest Boy on the Planet – Michael Clifford                     | Jelölve  |
| 2014 | We Love Pop Awards                         | Nicest Pop Star – Ashton Irwin                                   | Jelölve  |
| 2014 | World Music Awards                         | World's Best Group                                               | Jelölve  |
| 2014 | World Music Awards                         | World's Best Live Act                                            | Jelölve  |
| 2014 | World Music Awards                         | World's Best Song – "She Looks So Perfect"                       | Jelölve  |
| 2014 | World Music Awards                         | World's Best Song for "Wherever You Are"                         | Jelölve  |
| 2014 | World Music Awards                         | World's Best Song – "She Looks So Perfect"                       | Jelölve  |
| 2014 | World Music Awards                         | World's Best Video for "Wherever You Are"                        | Jelölve  |
| 2014 | Young Hollywood Awards                     | Breakout Music Artist                                            | Jelölve  |
| 2015 | Brit Awards                                | International Group                                              | Jelölve  |
| 2015 | NME Awards                                 | Worst Band                                                       | Elnyerte |
| 2015 | People’s Choice Awards                     | Favorite Breakout Artist                                         | Elnyerte |
| 2015 | Pollstar Awards                            | Best New Touring Artist                                          | Jelölve  |
| 2015 | Sugarscape Twitter Awards                  | Funniest Celebrity Tweeter – @michael5SOS                        | Elnyerte |
| 2015 | Sugarscape Twitter Awards                  | Most Inspirational Tweeter – @ashton5SOS                         | Jelölve  |
| 2015 | Sugarscape Twitter Awards                  | Biggest Celebrity Fangirl/boy – @michael5SOS                     | Jelölve  |
| 2015 | PopCrush Fan Choice Awards                 | Artist of the Year                                               | Jelölve  |
| 2015 | PopCrush Fan Choice Awards                 | Best Live Performer                                              | Jelölve  |
| 2015 | PopCrush Fan Choice Awards                 | Best New Artist                                                  | Elnyerte |
| 2015 | PopCrush Fan Choice Awards                 | Song of the Year – "She Looks So Perfect"                        | Jelölve  |
| 2015 | PopCrush Fan Choice Awards                 | Album of the Year – 5 Seconds of Summer                          | Jelölve  |
| 2015 | PopCrush Fan Choice Awards                 | Video of the Year – "Amnesia"                                    | Jelölve  |
| 2015 | PopCrush Fan Choice Awards                 | Best Twitter Star – Michael Clifford                             | Jelölve  |
| 2015 | PopCrush Fan Choice Awards                 | Best Instagram Star – Ashton Irwin                               | Jelölve  |
| 2015 | PopCrush Fan Choice Awards                 | Best Cover Song – "What I Like About You"                        | Jelölve  |
| 2015 | JIM Awards                                 | Best International Band                                          | Jelölve  |
| 2015 | MYX Music Awards                           | Favorite International Video – "Don't Stop"                      | Jelölve  |
| 2015 | Kids' Choice Awards                        | Favorite Aussie/Kiwi Music Act                                   | Elnyerte |
| 2015 | Kids' Choice Awards                        | Aussie/Kiwi's Favorite Fan Army – 5SOSFAM                        | Elnyerte |
| 2015 | Kids' Choice Awards                        | Favourite New Artist                                             | Jelölve  |
| 2015 | APRA Awards (Australia)                    | Breakthrough Songwriter of the Year                              | Elnyerte |
| 2015 | APRA Awards (Australia)                    | Most Played Australian Work – "She Looks So Perfect"             | Jelölve  |
| 2015 | APRA Awards (Australia)                    | Pop Work of the Year – "She Looks So Perfect"                    | Jelölve  |
| 2015 | Radio Disney Music Awards                  | They're The One — Best Music Group                               | Függőben |
| 2015 | Radio Disney Music Awards                  | #Cool – Radio Disney's Most Talked About Artist                  | Függőben |
| 2015 | iHeartRadio Music Awards                   | Best Fan Army – 5sosfam                                          | Elnyerte |
| 2015 | Shorty Awards                              | Band                                                             | Függőben |
| 2015 | Shorty Awards                              | Musician – Calum Hood                                            | Függőben |

## Videógráfia

### Filmográfia
| Év   | Cím                                                               | Szerep  | Megjegyzés | Hivatkozás |
| ---- | ----------------------------------------------------------------- | ------- | --- | ---------- |
| 2014 | 5 Seconds Of Summer: So Perfect                                   | Önmaguk | Dokumentumfilm                                                                                                  |            |
| 2014 | 5 Seconds of Summer: Up Close & Personal                          | Önmaguk | Dokumentumfilm                                                                                                  |            |
| 2015 | How Did We End Up Here? 5 Seconds Of Summer Live At Wembley Arena | Önmaguk | Dokumentumfilm, melyet a teltházas, londoni Wembley Arena-ban forgattak.                                        |            |
| 2018 | On the Record: 5 Seconds of Summer – Youngblood                   | Önmaguk | Dokumentumfilm, mely részletezi a zenekar két éves szünetét, és a globális sikerét a Youngblood megjelenésének. |            |

## Diszkográfia
- 5 Seconds of Summer (2014)
- Sounds Good Feels Good (2015)
- Youngblood (2018)
- Calm (2020)
- 5SOS5 (2022)

## Turnék
Headliner
- Mini Australian Tour (2012)
- Twenty Twelve Tour (June 2012)
- Pants Down Tour (2013) (Australia)
- UK Tour (February & March 2014)
- 5 Countries 5 Days European Tour (March & April 2014) (Sweden, Germany, France, Italy, Spain)
- Stars, Stripes and Maple Syrup Tour (April 2014) (North America)
- There's No Place Like Home Tour (May 2014) (Australia)
- Rock Out with Your Socks Out Tour (2015) (UK, Europe, Australia, New Zealand, US, Canada)
- Sounds Live Feels Live World Tour (2016) (Asia, UK, Ireland, Europe, US, Canada, Mexico, Australia)
- Meet You There Tour (2018) (Asia, New Zealand, Australia, North America, Europe)
- No Shame Tour (2021) (Latin America, North America, Europe, Australia)
- The 5 Seconds of Summer Show Tour (2023) (Europe,North America,South America)

Promóciós
- 5SOS III Tour (2018) (Europe, North America, South America, Asia, Australia)

Nyitózenekarként
- Hot Chelle Rae – Whatever World Tour (October 2012)
- One Direction – Take Me Home Tour (2013)
- One Direction – Where We Are Tour (2014)
- One Direction – On the Road Again Tour (2015) (4 shows in Japan)
- The Chainsmokers – World War Joy Tour (2019)(40 shows in North America)

## Kiadások
- Hey, Let's Make a Band!, HarperCollins (14 October 2014) ISBN 9780062366443
- 5 Seconds of Summer, Hal Leonard (1 January 2015) ISBN 9781495007781
- 5SOS Annual 2016, HarperCollins (21 September 2015) ISBN 978-0008142414
- 5 Seconds of Summer Book of Stuff, HarperCollins (6 October 2015) ISBN 9780062424501